# کیتی وایت
کیتی ربکا وایت (به انگلیسی:Katie Rebecca White) (زاده ۳ مارس ۱۹۸۳ در بریتانیا) خواننده گروه پاپ تینگ تینگز است.